# Vannella anglica
Vannella anglica – gatunek ameby należący do rodziny  Vannellidae z supergrupy Amoebozoa według klasyfikacji Cavaliera-Smitha.
Forma pełzająca jest kształtu półokrągłego, łopatkowatego albo flagowatego. Hialoplazma zajmuje 0,3 – 0,5 całkowitej długości pełzaka, tylna krawędź ciała zaokrąglona albo trójkątna. Osobnik dorosły osiąga wielkość 15 – 37 μm. Posiada pojedyncze jądro o średnicy 3,8 – 6,2 μm z centralnie umieszczonym jąderkiem o średnicy 2,3 – 3,7 μm.
Występuje w morzu.